# Rockismo
O rockismo é uma corrente da crítica de música popular. O termo foi cunhado pelo cantor, compositor e guitarrista inglês Pete Wylie e é usado amplamente na imprensa musical britânica desde o início da década de 1980.  O princípio fundamental do rockismo é que algumas formas de música popular (e alguns artistas) são mais autênticas do que outras. O termo tem sido usado no sentido pejorativo.

## Visão Geral
O rockismo, derivado da imprensa musical britânica no início dos anos 80, pode ser definido de mais de uma maneira, e seria difícil reconhecer um sentido absoluto. Embora existam muitas interpretações vagas, entende-se que o rockismo considera o rock como a norma. Do ponto de vista rockista, o rock é o estado padrão de música popular.
O rockismo desconfia do uso de tecnologia avançada, de sintetizadores a sistemas de software essenciais para a produção de música eletrônica. O rockismo, ao invés, valoriza a ideia do artista como autor, enxerga a música autêntica como uma forma sincera de auto-expressão e geralmente interpretada por aqueles que a compõem, em contraste à  música pop pré-fabricada, que criou uma espécie de linha de produção com equipes de produtores musicais e técnicos, executada por estrelas pop e que têm influência mínima sobre o processo criativo, seu produto projetado para se encaixar num mercado de massa pensando no lucro ao invés de expressar sentimentos autênticos.
O rockismo é uma corrente primitivista; pressupõe que em um momento da história fez-se boa música e as inovações que ocorreram no campo comprometeram essa pureza. Muitos rockistas localizam esta idade de ouro nas décadas de 1960 e 1970. Os críticos do rockismo sugerem que esta suposta era da música autêntica e pura é um mito, e que a música popular nunca foi completamente livre da interferência do comercialismo.
O crítico de design e músico indie Nick Currie diz que o rockismo é comparável ao movimento de arte internacional Stuckismo, que afirma não serem verdadeiros os artistas que não pintam ou esculpem.

## Críticas ao Rockismo
A crítica mais famosa ao rockismo é de Kelefa Sanneh em um editorial de 2004 intitulado "The Rap Against Rockism". O jornalista definiu o rockismo da seguinte forma: Um rockista é alguém que reduz o rock 'n' roll a uma caricatura, então usa essa caricatura como arma. O rockismo significa idolatrar a velha lenda autêntica (ou herói underground) enquanto ridiculariza a última estrela pop; dar importância ao punk e mal tolerar a música disco, amar o show ao vivo e odiar o videoclip, exaltar o artista que rosna e odiar o que faz playback.
Sanneh também acusa o Rockismo de representar um ponto de vista machista, racista e homofóbico. Senneh escreveu: No Book Review do New York Times, Sarah Vowell lembrou favoravelmente a ascensão do Nirvana, "um grupo com guitarras altas e bateria ainda mais altas derrubando a choraminguenta Mariah Carey do topo das paradas." Por que a mudança de guarda soou tanto como uma agressão sexual? E quando estávamos todos de acordo que o neo-punk do Nirvana era mais respeitável do que o neo-disco da senhora Carey?

Alguns escritores contemporâneos utilizam o rockismo como uma categoria polêmica para identificar um conjunto de crenças e premissas da crítica musical. Rockismo, portanto, não é um termo conotativamente neutro. Alguns críticos, por exemplo, argumentam que o rockismo é uma ideologia racista, sexista e/ou homofóbica, no sentido de que os artistas considerados autênticos são predominantemente homens brancos e heterossexuais. Alguns gêneros musicais que o rockismo considera menos autênticos estão ligados à população de origem africana (como o hip-hop) ou à comunidade gay (disco, house) ou à música pop, em que mulheres intérpretes como Madonna (acusada por críticos rockistas de inautenticidade e imagem priorizada sobre a essência) foram bem sucedidas. Apesar desta crítica, o rockismo também valoriza artistas que se enquadram em seus cânones musicais independentemente de raça (Arthur Lee, Jimi Hendrix ou Phil Lynott), orientação sexual (Chris Bell, vocalista da Big Star que reconheceu publicamente a sua homossexualidade; David Bowie, bissexual) ou gênero (Sleater-Kinney, grupo de três mulheres, uma delas bissexual e outra lésbica).